# Bestätigte Übersetzung (Deutschland)
Bestätigte Übersetzung (umgangssprachlich beglaubigte Übersetzung) ist die Bezeichnung für eine schriftliche Übersetzung, deren Richtigkeit und Vollständigkeit von einem Urkundenübersetzer  mit seiner Unterschrift und einem beigedrückten Stempel bzw. Siegel bestätigt wird. Es handelt sich dabei um Übersetzungen von fremdsprachigen Dokumenten, die meist zur Einreichung bei Behörden, Gerichten oder Bildungseinrichtungen bestimmt sind.
Die eigenhändige Unterschrift des Urkundenübersetzers kann rein rechtlich auch durch eine qualifizierte elektronische Signatur ersetzt werden, so sieht etwa das bayrische Dolmetschergesetz dies explizit als Alternative zur traditionellen Unterschrift vor. Allerdings sind noch nicht alle Behörden technisch entsprechend ausgerüstet. Seit Dezember 2008 sind gemäß § 142 Abs. 3 ZPO alle Bestätigungsvermerke in allen Bundesländern gültig; demzufolge müssen die Behörden bestätigte Übersetzungen von allen Urkundenübersetzern bundesweit anerkennen.
Ein maßgebliches Indiz für die Befugnis eines Übersetzers, bestätigte Übersetzungen anzufertigen, die von allen deutschen Behörden anerkannt werden, ist der Eintrag in der offiziellen bundesweiten Datenbank der beeidigten Übersetzer und Dolmetscher. Die öffentliche Eintragung ist jedoch nicht verpflichtend, so dass ein ordnungsgemäß beeidigter/ermächtigter Übersetzer dort nicht zwangsläufig geführt wird.

## Anwendungsbereiche
Bestätigte Übersetzungen werden in zahlreichen formellen Kontexten benötigt:
- Behördliche Verfahren: Einbürgerungsverfahren, Aufenthaltsgenehmigungen, Visaanträge[4][5]
- Rechtliche Dokumente: Gerichtsverfahren, Verträge mit internationaler Wirkung, Vollmachten, internationale Erbschaftsangelegenheiten[6][7][8]
- Bildung: Anerkennung ausländischer Bildungsabschlüsse, Immatrikulation an Universitäten[9][10]
- Personenstand: Heirat im Ausland, internationale Adoptionsverfahren[11][12]
- Wirtschaft: Internationale Geschäftsbeziehungen, Ausschreibungen, Patentanmeldungen[13][14]

Die rechtliche Anerkennung solcher Übersetzungen ist besonders wichtig, da sie häufig Dokumente betreffen, die grundlegende Rechte und Pflichten begründen.

## Vergleich im DACH-Raum
Die Regelungen für bestätigte Übersetzungen unterscheiden sich innerhalb des deutschsprachigen Raums erheblich:
- Deutschland: Föderale Struktur mit unterschiedlichen Dolmetschergesetzen der Bundesländer und verschiedenen Bezeichnungen ("öffentlich bestellt und beeidigt", "ermächtigt" etc.). Rechtliche Grundlage bildet § 142 ZPO sowie die jeweiligen Landesgesetze.

- Österreich: Zentrale Regelung durch das Sachverständigen- und Dolmetschergesetz (SDG) mit einheitlichem System für das gesamte Bundesgebiet. Übersetzer müssen als "allgemein beeidete und gerichtlich zertifizierte Dolmetscher" eingetragen sein. Die Zertifizierung ist zeitlich befristet und muss regelmäßig erneuert werden.

- Schweiz: Stark dezentralisierte Struktur mit kantonalen Regelungen und erheblichen regionalen Unterschieden. In manchen Kantonen ist zusätzlich eine notarielle Beglaubigung der Übersetzerunterschrift erforderlich.

Trotz dieser Unterschiede werden beglaubigte Übersetzungen innerhalb des DACH-Raums in der Regel gegenseitig anerkannt. Für die internationale Verwendung außerhalb des DACH-Raums kann jedoch eine zusätzliche Legalisierung in Form einer Apostille erforderlich sein.